# Meaza Ashenafi
Meaza Ashenafi (Assosa, Benishangul-Gumuz, 1964) é uma activista etíope dos direitos da mulher, fundadora da Associação Etíope de Mulheres Advogadas,  da Comissão Económica Nacional Unidas para África, consultora das Nações Unidas em matéria de direitos das mulheres, uma das fundadoras do Enat Bank, ganhadora do Prémio africano para a Liderança outorgada pelo projecto Hunger em 2003, e nomeada para o Prémio Nobel da Paz de 2005.